# Nosoljin
Nosoljin (en serbe cyrillique : Носољин) est un village de Serbie situé dans la municipalité de Raška, district de Raška. Au recensement de 2011, il comptait 166 habitants.

## Démographie
| 1948 | 1953 | 1961 | 1971 | 1981 | 1991 | 2002 | 2011 |
| ---- | ---- | ---- | ---- | ---- | ---- | ---- | ---- |
| 268  | 297  | 320  | 297  | 291  | 208  | 260  | 166  |

|  |